# Simon Pellaud
Simon Pellaud (Martigny, 6 novembre 1992) è un ciclista su strada svizzero che corre con il team Li Ning Star. Professionista dal 2015, ha vinto la classifica traguardi volanti al Giro d'Italia 2020 e il Premio Fuga al Giro d'Italia 2021.

## Palmarès

### Strada
- 2013 (Maca-Loca Scott, una vittoria)

Campionati svizzeri, Prova in linea Under-23
- 2017 (Team Illuminate, una vittoria)

2ª tappa Tour du Rwanda (Nyanza > Rubavu)
- 2018 (Team Illuminate, una vittoria)

9ª tappa Tour of Hainan (Changjiang > Danzhou)
- 2019 (IAM-Excelsior, tre vittorie)

1ª tappa Tour du Loir-et-Cher (Blois > Vineuil)
Flèche Ardennaise
Classifica generale Tour de la Mirabelle
- 2021 (Androni Giocattoli-Sidermec, una vittoria)

8ª tappa Vuelta al Táchira (San Cristóbal > San Cristóbal)
- 2023 (Tudor Pro Cycling Team, una vittoria)

Classifica generale Tour de Bretagne
- 2025 (Li Ning Star, una vittoria)

1ª tappa Tour of Thailand (Aranyaprathet > Aranyaprathet)

#### Altri successi
- 2019 (IAM-Excelsior)

Classifica scalatori Tour de Romandie
- 2020 (Androni Giocattoli-Sidermec)

Classifica traguardi volanti Giro d'Italia
- 2021 (Androni Giocattoli-Sidermec)

Premio Fuga Giro d'Italia
- 2023 (Tudor Pro Cycling Team)

Classifica scalatori Tour de Bretagne
Classifica scalatori Tour de Langkawi

### Gravel
- 2025

2ª tappa Transcordilleras
4ª tappa Transcordilleras
5ª tappa Transcordilleras
7ª tappa Transcordilleras
Classifica generale Transcordilleras
UCI Gravel World Series ME - Gravel Brazil

## Piazzamenti

### Grandi Giri
- Giro d'Italia

2020: 71º
2021: 69º
- Vuelta a España

2015: 119º
2016: 105º

### Classiche monumento
- Milano-Sanremo

2022: 133º
- Giro di Lombardia

2020: ritirato
2023: ritirato

### Competizioni mondiali
- Campionati del mondo su strada

Offida 2010 - In linea Junior: 98º
Toscana 2013 - In linea Under-23: 71º
Ponferrada 2014 - In linea Under-23: 43º
Imola 2020 - In linea Elite: ritirato
Wollongong 2022 - In linea Elite: 88º

### Competizioni europee
- Campionati europei

Offida 2011 - In linea Under-23: ritirato
Olomouc 2013 - In linea Under-23: 31º
Nyon 2014 - In linea Under-23: 39º
Plumelec 2016 - In linea Elite: ritirato
Alkmaar 2019 - In linea Elite: ritirato
Trento 2021 - In linea Elite: ritirato
Monaco di Baviera 2022 - In linea Elite: 25°
Limburgo 2024 - In linea Elite: 22°
- Giochi europei

Baku 2015 - In linea Elite: ritirato
- Campionati europei gravel

Italia 2024 - Elite: 7º